# Margaret Turner-Warwick
Margaret Turner-Warwick, née le 19 novembre 1924 à Londres et morte le 21 août 2017 dans la même ville, est une médecin, pneumologue et universitaire britannique. Elle est professeure de médecine à l'université de Londres et présidente du Royal College of Physicians de 1989 à 1992.

## Biographie
Margaret Turner-Warwick est née dans le district d'enregistrement de St. George, Hanover Square, à Londres, sa famille habitant alors à Smith Square, Westminster. Elle est la fille de William Harvey Moore, juriste et de Maud Kirkdale Baden-Powell. Elle est la petite-fille du mathématicien George Baden-Powell et la petite-nièce de Robert Baden-Powell, le fondateur du scoutisme international.
Margaret Turner-Warwick fait ses études primaires à la City of London School for Girls et au Walthamstow Hall puis elle est pensionnaire à la Maynard School d'Exeter. Sa famille se réinstalle à Londres en 1942 et elle termine sa scolarité à la St Paul's Girls' School. 
Elle s'inscrit en 1943 à l'université d'Oxford, comme étudiante en médecine au Lady Margaret Hall et elle obtient le prix Welch en anatomie, en 1945. Elle se soigne dans un sanatorium suisse pendant plusieurs mois en 1946, puis poursuit sa formation médicale au University College Hospital,. Elle obtient son diplôme en 1950 et se marie la même année, avec Richard Trevor Turner-Warwick, urologue dont elle a fait la connaissance durant leurs études à Oxford,. Ils ont deux filles.

## Carrière
Elle commence sa carrière professionnelle comme praticienne hospitalière au Elizabeth Garrett Anderson Hospital, l'University College de Londres et au Royal Brompton Hospital. Elle soutient une thèse de sciences médicales et obtient le titre de « Doctor of Medicine » (MD) en 1956.
Elle obtient un poste de maître de conférences à l'Institute of Diseases of the Chest. En 1972, elle est nommée professeure de médecine thoracique au Cardiothoracic Institute (Université de Londres), dont elle est doyenne de 1984 à 1987. Elle prend sa retraite en 1987. Elle a été membre du Nuffield Council on Bioethics, de 1991 à 2000 .

## Distinctions
- Présidente de la British Thoracic Society de 1982 à 1983
- 1989 : fellow honorifique, Lady Margaret Hall
- Présidente du Royal College of Physicians de 1989 à 1992, son portrait est accroché au Royal College of Physicians[9]
- 1991 : Dame commandeure de l'ordre de l'Empire britannique (DBE)
- Membre du Nuffield Council on Bioethics de 1991 à 2000[10]

## Postérité
Une conférence annuelle Margaret Turner-Warwick Lectures, initiée en 2006, est établie en partenariat entre le National Heart and Lung Institute et le Royal Brompton and Harefield NHS Foundation Trust.
Le 16 avril 2015, Margaret Turner-Warwick inaugure le Margaret Turner-Warwick Education Centre pour le National Heart and Lung Institute sur le Royal Brompton Campus.